# Takahama, Fukui
Takahama (japanska: 高浜町?, Takahama-chō) är en landskommun (köping) i Fukui prefektur i Japan.  